# Chaetonotus majestuosus
Chaetonotus majestuosus is een buikharige uit de familie Chaetonotidae. De wetenschappelijke naam van de soort werd in 1984 voor het eerst geldig gepubliceerd door Grosso & Drahg. De soort wordt in het ondergeslacht Captochaetus geplaatst.